# Кубок НДР з футболу 1978—1979
Кубок НДР з футболу 1978—1979 — 28-й розіграш кубкового футбольного турніру в Німецькій Демократичній Республіці після закінчення Другої світової війни. У кубку взяли участь 89 команд. Переможцем кубка Німеччини вдруге поспіль став Магдебург.

## Попередній раунд
| Команда 1         | Рахунок | Команда 2            |
| ----------------- | ------- | -------------------- |
| 5 серпня 1978     |         |                      |
| Мотор (Гермсдорф) | 0:3     | Динамо (Гера)        |
| Шталь (Тале)      | 3:0     | Активіст (Ешпенгайн) |
| Мотор (Штайнах)   | 1:6     | Динамо (Айслебен)    |

## Перший раунд
| Команда 1                        | Рахунок      | Команда 2                      |
| -------------------------------- | ------------ | ------------------------------ |
| 5 серпня 1978                    |              |                                |
| Фортшрітт (Вайда)                | 3:2 дч       | Мотор (Вердау)                 |
| 6 серпня 1978                    |              |                                |
| ІШГ Шверін                       | 3:2          | Шталь (Бланкенбург)            |
| 11 серпня 1978                   |              |                                |
| Мотор (Нордгаузен)               | 1:4 дч       | Хемі Буна (Шкопау)             |
| 12 серпня 1978                   |              |                                |
| Ротатіон (Берлін)                | 0:2          | Активіст (Бріске-Зенфтенберг)  |
| Фортшрітт (Бішофсверда)          | 1:1 пен. 3:4 | Вісмут (Гера)                  |
| Мотор (Вольгаст)                 | 1:2          | Хемі (Шведт)                   |
| Шталь (Айзенгюттенштадт)         | 4:2          | Локомотив (Дрезден)            |
| Бау (Росток)                     | 2:1          | Пошт (Нойбранденбург)          |
| Верітас (Віттенберге-Бреезе)     | 1:0          | Вісмар                         |
| Айнгайт-2 (Гріммен)              | 1:4          | Форвертс (Нойбранденбург)      |
| Мотор (Ратенов)                  | 1:4          | Хемі (Премніц)                 |
| Локомотив (Мальхін)              | 2:3          | Динамо (Шверін)                |
| Локомотив (Штендаль)             | 1:0          | Бергманн-Борсіг                |
| Хемі (Айленбург)                 | 0:0 пен. 0:2 | Шталь (Тале)                   |
| Вісмут Ауе-2                     | 0:2          | Динамо (Гера)                  |
| ЗВК Небра                        | 0:3          | Активіст Калі Верра (Тіфенорт) |
| Мотор (Цойленрода)               | 1:3          | Роботрон (Земмерда)            |
| ІГБ (Франкфурт-на-Одері)         | 1:3 дч       | Мотор (Бабельсберг)            |
| Мотор (Рудішлебен)               | 3:5          | Мотор (Зуль)                   |
| Форвертс (Каменц)                | 0:0 пен. 1:3 | Активіст Шварце Пумпе          |
| Активіст-2 (Бріске-Зенфтенберг)  | 2:2 пен. 3:5 | Мотор ВАМА (Герліц)            |
| НАРВА (Берлін)                   | 2:3          | Мотор (Еберсвальде)            |
| Ландбау (Бад-Лангензальца)       | 3:4          | Айнгайт (Вернігероде)          |
| Динамо (Люббен)                  | 0:5          | Форвертс (Франкфурт-на-Одері)  |
| Мотор Аскота (Карл-Маркс-Штадт)  | 1:2          | Хемі (Вольфен)                 |
| Хемі (Цайц)                      | 0:3          | Хемі (Лейпціг)                 |
| Форвертс (Плауен)                | 1:4          | Динамо (Айслебен)              |
| МАБ (Шкойдіц)                    | 2:3          | Гредіц                         |
| Хемі (Шенебек)                   | 1:2          | Шталь (Геннігсдорф)            |
| Мотор (Геннігсдорф)              | 0:2          | Енергі (Котбус)                |
| Трактор (Грос-Ліндов)            | 1:4          | Шталь (Бранденбург)            |
| Ротес Баннер (Трінвіллерсгаген)  | 1:1 пен. 3:2 | Грайфсвальд                    |
| Айнгайт (Гюстров)                | 3:3 пен. 3:4 | Шиффарт/Гафен (Росток)         |
| Деммінер                         | 1:6          | Форвертс (Штральзунд)          |
| Активіст Калі Верра-2 (Тіфенорт) | 2:0          | Мотор (Веймар)                 |
| Динамо (Фюрстенвальде)           | 2:0          | Форвертс (Дессау)              |

## Проміжний раунд
| Команда 1                        | Рахунок | Команда 2                      |
| -------------------------------- | ------- | ------------------------------ |
| 17 вересня 1978                  |         |                                |
| Динамо (Айслебен)                | 7:1     | Фортшрітт (Вайда)              |
| Ротес Баннер (Трінвіллерсгаген)  | 0:1 дч  | Бау (Росток)                   |
| Динамо (Гера)                    | 1:2 дч  | Активіст Калі Верра (Тіфенорт) |
| Динамо (Фюрстенвальде)           | 3:0     | Хемі (Премніц)                 |
| Активіст Калі Верра-2 (Тіфенорт) | 1:3 дч  | Мотор (Зуль)                   |
| Верітас (Віттенберге-Бреезе)     | 1:3 дч  | Айнгайт (Вернігероде)          |
| Локомотив (Штендаль)             | 2:1 дч  | ІШГ Шверін                     |
| Шталь (Тале)                     | 2:1     | Вісмут (Гера)                  |
| Динамо (Шверін)                  | 2:0     | Мотор (Еберсвальде)            |
| Роботрон (Земмерда)              | 1:3 дч  | Хемі (Вольфен)                 |
| Енергі (Котбус)                  | 3:2     | Шталь (Айзенгюттенштадт)       |
| Хемі (Лейпціг)                   | 1:0     | Активіст Шварце Пумпе          |
| Шталь (Бранденбург)              | 2:1     | Гредіц                         |
| Мотор (Бабельсберг)              | 1:0     | Хемі Буна (Шкопау)             |
| Шиффарт/Гафен (Росток)           | 0:3     | Шталь (Геннігсдорф)            |
| Форвертс (Штральзунд)            | 1:2     | Хемі (Шведт)                   |
| Форвертс (Нойбранденбург)        | 0:1 дч  | Форвертс (Франкфурт-на-Одері)  |
| Мотор ВАМА (Герліц)              | 0:1     | Активіст (Бріске-Зенфтенберг)  |